# Giải Dylan Thomas
Giải Dylan Thomas tức Dylan Thomas Prize là giải thưởng văn học Anh ngữ trao tặng mỗi hai năm. Tên giải vinh danh thi hào Dylan Thomas người xứ Wales. Mục đích của giải là thưởng tặng cho tác giả xuất sắc dưới 30 tuổi có sách xuất bản bằng tiếng Anh, bất kể nơi cư trú.
Giải Dylan Thomas có đặc điểm là văn phẩm có thể dùng tranh giải bao gồm nhiều thể loại như tiểu thuyết, truyện ngắn, thơ và kịch. Người trúng giải được trao hiện kim £60.000 (Anh kim).
Giải Dylan Thomas được công bố ra mắt vào năm 2004 và người thắng giải đầu tiên là Rachel Trezise, trao năm 2006.

## Đoạt giải 2008
- Nam Lê - The Boat[1]

### Tác giả và tác phẩm vào chung kết 2008
1. Caroline Bird, Trouble Came to the Turnip
2. Ross Raisin, God's Own Country
3. Ceridwen Dovey, Blood Kin
4. Edward Hogan, Blackmoor
5. Nam Lê, The Boat
6. Dinaw Mengestu, Children of the Revolution

## Đoạt giải 2010
- Elyse Fenton - Clamor

### Tác giả và tác phẩm vào chung kết 2010[2]
1. Caroline Bird, Watering Can
2. Elyse Fenton, Clamor
3. Eleanor Catton, The Rehearsal
4. Karan Mahajan, Family Planning
5. Nadifa Mohamed, Black Mamba Boy
6. Emily Mackie, And this is true

## Đoạt giải 2011
- Lucy Caldwell, The Meeting Point[3]

### Tác giả và tác phẩm vào chung kết 2011[4]
- Lucy Caldwell, The Meeting Point
- Benjamin Hale, The Evolution of Bruno Littlemore
- Jacob McArthur Mooney, Folk
- Téa Obreht, The Tiger's Wife
- Annabel Pitcher, My Sister Lives on the Mantelpiece

## Đoạt giải 2012
Winner
- Maggie Shipstead, Seating Arrangements[5]

### Tác giả và tác phẩm vào chung kết 2012[6]
- Tom Benn, The Doll Princess
- Andrea Eames, The White Shadow
- Chibundu Onuzo, The Spider King's Daughter
- Maggie Shipstead, Seating Arrangements
- D.W. Wilson, Once You Break A Knuckle